# Függetlenségi és 48-as (Ugron) Párt
A Függetlenségi és 48-as (Ugron) Párt (vagy Függetlenségi (Ugron) Párt, vagy Ugron Párt) egy magyarországi politikai párt volt 1890 és 1905 között.

## Története
A párt a tiszaeszlári pert körülvevő hisztéria és antiszemitizmus hatására alakult, eredetileg mint a Függetlenségi és Negyvennyolcas Párt egyik platformja, 1884-ben, Ugron Gábor vezetésével. A csoport legfőbb célja az volt, hogy visszaszorítsa a függetlenségi mozgalom radikálisabb elemeit, s így kormányképessé tegye magát a pártot. Mivel erőfeszítéseik kudarcot vallottak, 1890-ben kiléptek és teljesen önálló pártot alakítottak, ugyanilyen névvel. A Függetlenségi és 48-as (Ugron) Párt egészen 1905-ig önálló politikai erőként működött. Az ekkoriban kibonzakozott súlyos belpolitikai válság hatására 1905. január 4-én olvadt be ismét a Függetlenségi és 48-as pártba, hogy aztán együtt a szövetkezett ellenzék és így az új kormány részévé váljanak.

## Országgyűlési választási eredményei
| Választások | Mandátumok száma | Mandátumok aránya | Parlamenti szerepe |
| ----------- | ---------------- | ----------------- | ------------------ |
| 1892-es     | 15               | 3,63%             | ellenzék           |
| 1896-os     | 11               | 2,66%             | ellenzék           |
| 1901-es     | 13               | 3,14%             | ellenzék           |